# Лукас Васкес
Лукас Васкес Иглесиас (на испански: Lucas Vázquez Iglesias; роден на 1 юли 1991 г. в Куртис) е испански футболист, който играе за Реал Мадрид.

## Клубна кариера

### Реал Мадрид
Роден в Куртис, провинция Ла Коруня, Васкес пристига в школата на Реал Мадрид през 2007 г., когато е на 16-годишна възраст. Той прави своя дебют през сезон 2010/11 с Реал Мадрид С, а следващата година отбеляза четири гола в 23 мача за Реал Мадрид Кастиля в битката им за завръщане в Сегунда дивисион след петгодишно отсъствие. Неговият първи мач с екипа на Кастиля е на 25 февруари 2012 г. при домакинското равенство от 2 – 2 срещу отбора на Ла Рода. Отбелязва своя първи гол на 15 октомври 2012 г. при домакинската победа с 3 – 2 над отбора на Лас Палмас.

### Еспаньол
На 19 август 2014 г. е даден под наем за един сезон на Еспаньол, а дебют прави на 30 август влизайки като резерва при домакинската загуба с 1 – 2 срещу отбора на Севиля. Отбелязва първия си гол в Ла Лига на 5 октомври 2014 г. при домакинската победа с 2 – 0 срещу отбора на Реал Сосиедад. На 3 юни 2015 г. подписва 4-годишен договор с клуба.

### Завръщане в Реал Мадрид
На 30 юни 2015 г. Реал Мадрид се възползва от клауза в договора и откупва отново правата му срещу сумата от 1 млн. евро като подписва договор до 2020 година.

## Успехи
Реал Мадрид
- Шампионска лига (5) – 2015/16, 2016/17, 2017/18, 2021/22, 2023/24
- Суперкупа на Европа (1) – 2016